# Мелхиседек
Мелхиседек (хебр. מַלְכִּי־צֶדֶק „мелхи“ - краљ, „тседек“-правда), старозаветни цар и првосвештеник.

## Мелхиседек у Библији

### У Старом завету
У Старом завету, Мелхиседек се помиње у Књизи постања((14:18)), и Псалмима Давидовим((110:4)).
По повратку Аврама из ропства, Мелхиседек га поздрави хлебом и вином, благослови га и прими десетину од вредности одузетих као плен од непријатеља. Њихов сусрет, по свему судећи, било је место где је касније изграђен Јерусалим. 

### У Новом завету
У Новом завету, Мелхиседек се помиње са великим поштовањем. Он се помиње као неко ко није имао само земаљског оца и мајку, већ као неко чији преци и наследници немају почетка нити краја, налик Сину Божијем, тако да он остаје свештеник заувек.
"Јер овај Мелхиседек беше цар салимски, свештеник Бога Највишег, који срете Авраама кад се враћаше с боја царева, и благослови га; Коме и Авраам даде десетак од свега. Прво дакле значи цар правде, потом и цар салимски, то јест цар мира: Без оца, без матере, без рода, не имајући ни почетка данима, ни свршетка животу, а испоређен са сином Божијим, и остаје свештеник довека“. (Посланица Јеврејима 7.1).